# Nielsen Soundscan
Nielsen Soundscan är ett försäljningssystem skapat av Mike Fine och Mike Shalett. Soundscan är det officiella spårningssystemet för musik och musikvideor i USA och Kanada. Data samlas in varje vecka och görs tillgängligt varje onsdag för chefer från skivbolag, förlag, musikåterförsäljare, oberoende projektansvariga, film och TV. Soundscan är försäljningskällan för Billboard-topplistorna, vilket gör den officiella källan för försäljningen inom musikindustrin i USA och Kanada.